# جان كانكر
جان كانكر (بالسلوفينية: Žan Cankar)‏ هو لاعب كرة قدم سلوفيني في مركز ظهير ‏، ولد في 13 نوفمبر 1990 في ليوبليانا في سلوفينيا. لعب مع NK Ivančna Gorica ‏.

## وصلات خارجية
- جان كانكر على موقع قاعدة بيانات كرة القدم.إي يو (الإنجليزية)
- جان كانكر على موقع Soccerway.com (الإنجليزية)